# Fanny Buitrago
Fanny Buitrago González (Barranquilla, Atlántico, 1943) es una escritora colombiana del siglo XX, se destaca por su innovadora narrativa desde su primera obra titulada El hostigante verano de los dioses. También está vinculada con el teatro y la literatura infantil.

## Recorrido literario
A pesar de ser natural de Barranquilla, desde niña se trasladó a Cali, donde fue su periodo formativo. Antes de terminar sus estudios ya había decidido dedicarse a la literatura. El amor por la lectura y la escritura fue heredado de su padre, Luis Buitrago, y su abuelo materno Tomás González. Publicó su primera novela llamada El hostigante verano de los dioses en el año 1963, a la edad de dieciocho años. Desde ese momento se convirtió en una joven promesa de las letras colombianas. En sus comienzos durante los años 1960, fue parte del movimiento nadaísta, del que recibió una gran influencia, expresada en los personajes de las novelas El hostigante verano de los dioses y Cola de zorro toda vez que estos, parecen no tener expectativas frente a la vida y tienen que luchar contra el autoritarismo y la tradición de su medio social.
En 1968 pide ser retirada del movimiento. 
Sus escritos se publicaron en los suplementos literarios de los diarios El Tiempo y El Espectador de Bogotá y revistas como Zona Franca (de Caracas). En 1991, su obra teatral Al Final del Ave María fue publicada en la revista Gestos de la Universidad de California.
En 1984 se desempeñó como escritora residente de la Universidad de Iowa.

## Narrativa característica de la autora
La narrativa de Fanny Buitrago es exaltada por la innovación que supone y por el nivel de ironía que maneja en sus escritos. A continuación se presentan características de dos de sus novelas; estas son propias de la posmodernidad:
En la novela Los Amores de Afrodita critica el lenguaje del folletín mediante la deconstrucción del sistema narrativo, donde la estructura del texto está formada por cinco relatos. Esta obra pretende develar el concepto de felicidad y de amor impuesto por los folletines, una de las primeras formas de medios de comunicación de masas. Esto se puede observar a través de la desesperanza en los protagonistas del relato. La novela es un pastiche, y en primera instancia niega la originalidad y la individualidad cuando hay una construcción de cultura; su procedimiento es utilizar los tonos de los géneros que tuvieron gran popularidad como los boleros y la Biblia, parodiándolos. 
Ahora bien, en esta obra no se deconstruye el folletín por sí mismo como estructura literaria, sino por lo que hizo la masificación de sus discursos por la radio, la televisión, la telenovela femenina, etc. Usando un lenguaje sencillo aplica la crítica, pues no es su meta explicar una filosofía o una ideología diferente; usa el lenguaje popular para extender su ironía y mostrar una realidad desilusionante.
Señora de la Miel es otra novela de Fanny Buitrago que presenta elementos postmodernos; iniciando por la estructura que constituye la misma, los capítulos se van alternando entre el presente y el pasado, de capítulo en capítulo, se trata de un esquema narrativo que no es lineal tanto en el tiempo como en el espacio. Por ejemplo, en el capítulo I llamado "Antojos", Teodora, la protagonista se encuentra en Madrid (España) junto al señor Amiel (forma parte del presente). En tanto que en el capítulo II, la protagonista se encuentra en su pueblo de origen, junto a su madrina Doña Ramonita Céspedes de Ucrós, quién se estaba muriendo (forma parte del pasado).
Otra característica de la modernidad es la ironizaciòn del amor sin condición, donde Teodora se presenta como la mujer enamorada que se casa con su amor verdadero, pero este no le corresponde, pues no la ama, se casa con ella por la necesidad de mantener a su amante llamada Clavel Quintanilla y sus hijas. El espacio erótico es descrito a través de las frutas y otros alimentos en cuanto a su color y su sabor. Esta ironización comparte escenario con una narrativa carnavalezca derivada de la cultura de Barranquilla. Se encuentran expresiones como: "-Pero el aire huele a gloria. ¡A lulos, a tamarindo, mango verde, guanábana...!". "En su piel sudorosa aún quedaba efluvios de canela y esencias almizcladas"...!".

## Obra

### Novelas
- El hostigante verano de los dioses, 1963
- Cola de zorro, 1970
- Los pañamanes, 1979[10]
- Los amores de Afrodita: cuatro cuentos y una novela breve, 1983
- Señora de la miel, 1993
- Bello animal, 2002[11]
- El legado de Corin Tellado, 2008
- En torno al frenesí, 2020

### Libros de relatos
- Las distancias doradas, 1964
- La otra gente, 1973
- Bahía sonora: relatos de la isla, 1976
- Los fusilados de ayer, 1987
- ¡Líbranos de todo mal!, 1989 y 2023[12]
- Los encantamientos, 2003
- Canciones profanas, 2011
- Cuentos escogidos, 2015[13]
- La luna sobre el agua, 2021

### Obras de teatro
- El hombre de paja, 1964
- A la diestra y a la siniestra, 1987
- Al final del ave María, 1991
- El día de la boda, 2005

### Literatura infantil o juvenil
- La casa del abuelo, 1979
- La casa del arco iris, una novela de la infancia, 1986
- Cartas del palomar, 1988
- La casa del verde doncel, 1990
- La casa, 2006
- Historias de la Rosa Luna, 2008
- Un genio en la pantalla, 2013

Escribió también guiones de radio y televisión.
Algunas de sus obras han sido traducidas al inglés, al alemán, al portugués y al francés.

## Premios
- Premio Nacional de Teatro de Cali, 1964, por El hombre de paja, obra incluida en Las distancias doradas
- Premio de la Temporada de Verano de Buenos Aires, 1965, por una adaptación de relato “La garza sucia” para el ballet a cargo del coreógrafo argentino Roberto Trinchero
- Finalista del Premio Biblioteca Breve Seix Barral, 1968, por Cola de zorro
- V Premio Unesco – Editorial Voluntad, 1979, por La casa del abuelo
- Premio Villa de Avilés, Asturias, 1984 por “Tiquete a la pasión, compilado en ¡Líbranos de todo mal![12]
- Ganadora en el género de narración corta en los Premios Felipe Trigo, 1986, con Los fusilados de ayer, 1986